# Snot
Snot (morve en anglais) est un groupe apparenté au nu metal, originaire de Santa Barbara en Californie.

## Histoire
Le groupe, formé en 1995, se compose du chanteur Lynn Strait, des guitaristes Mikey Doling et Sonny Mayo, du bassiste John Fahnestock et du batteur Jamie Miller. La formation est issue de membres provenant de divers groupes californiens. La musique de Snot se caractérise par un mélange de sonorités allant du punk hardcore californien au funk, en passant par le metal et même la musique country. On retrouve ainsi l'utilisation de pédales wah-wah, une basse essentiellement jouée au médiator, et un chant variant du cri guttural nerveux et scandé au simple murmure. Les textes traitent de problèmes de société (alcool, drogue, sexe, viols).
En 1997, Snot sort son premier album, Get Some. Le groupe commence à voir émerger un succès grandissant en Californie, puis dans tous les États-Unis. Les musiciens entament alors diverses tournées dont le fameux festival itinérant Ozzfest en 1998 aux côtés d'autres formations de nu metal de l'époque, telles que System of a Down (groupe auquel Snot est fortement lié), Limp Bizkit, Hed PE, Sevendust ou encore Soulfly, avec qui le groupe se lie d'amitié. La notoriété du groupe ne cesse de croître au fil des tournées.
Snot entame la création de son nouvel album dès 1998. Sonny Mayo quitte la formation et se voit remplacé par Mike Smith. Le groupe continue les tournées. Mais le 11 décembre 1998, la formation disparaît tragiquement : Lynn Strait se tue dans un accident de voiture, alors qu’il revenait du studio où le groupe finalisait le mixage des chansons du nouvel album. Dans l'accident disparaît également Dobbs, le chien de Strait, qui figurait sur la pochette de Get Some.
Face à ce drame, la communauté nu metal réagira en sortant un album entièrement consacré à Lynn Strait, Strait Up. Divers groupes de nu metal enregistreront 13 chansons en hommage au jeune chanteur, mort à 30 ans.
Le groupe se reforme en 2008 avec Tommy Vext, ex-Divine Heresy au chant, en vue de rentrer en studio en avril 2009 pour l'enregistrement d'un nouvel album. Mais celui-ci ne se fera pas, et Vext laisse la place au chanteur Cark Bensley pour les tournées à partir de fin 2014,.

## Discographie
Le groupe a produit trois démos. Une première en 1995 (1. My Balls (2:55), 2. Stoopid (3:47), 3. Lose (3:23), 4. Just for Kicks (3:34), 5. Can't Be Trusted (2:53)), un deuxième au début de 1996 (1. Stoopid (3:47), 2. Lose (3:23), 3. Unplugged (3:33)), et enfin une troisième en mars 1996.

### Albums
| Date de sortie  | Titre                    | Label            |
| --------------- | ------------------------ | ---------------- |
| 27 mai 1997     | Get Some                 | Geffen Records   |
| 7 novembre 2000 | Strait Up (en)           | Immortal Records |
| 30 juillet 2002 | Alive! (en) (album live) | Hip-O Records    |

### Singles
- Stoopid, 1997, (tiré de Get Some)
- I Jus' Lie, 1997, (tiré de Get Some)
- Tecato, 1997, (tiré de Get Some)
- Get Some, 1998, (tiré de Get Some)
- Angel's Son, 2000, (tiré de Strait Up)

## Source/Référence
- (en) Cet article est partiellement ou en totalité issu de l’article de Wikipédia en anglais intitulé « Snot (band) » (voir la liste des auteurs).

1. ↑  Il figure par exemple dans les remerciements sur l'album Get some
2. ↑  « L'actualité de Snot », sur Metalorgie (consulté le 6 août 2017).
3. ↑  « Snot en tournée française », sur Soil Chronicles, 26 janvier 2015.